# Josep Xifré i Mussach
Josep Xifré i Mussach (Vic, Osona, 19 de febrer de 1817 - Cervera, Segarra, 4 de novembre de 1899) fou un religiós català del segle xix, cofundador i tercer superior general de la Congregació dels Missioners Fills de l'Immaculat cor de Maria.

## Biografia
Fill de Josep Xifré i Serra i de Teresa Mussach i Viñets, va néixer a Can Sis, una masia molt humil de Vic. Va ingressar al seminari de la seva ciutat natal en 1829, on va estudiar la major part de la seva carrera eclesiàstica. Va rebre l'ordenació sacerdotal a Roma el 16 de febrer de 1840. A Roma, on romangué quatre mesos, conegué al Pare Claret, amb qui es relacionà, i al costat del qual, uns anys més tard, arribaria a ser un dels cofundadors de la Congregació dels Missioners Fills de l'Immaculat cor de Maria, el 16 de juliol de 1849, juntament amb Jaume Clotet i Fabrés, Esteve Sala, Domenech Fàbregas i Manuel Vilaró. Fou, també, Superior General, durant quaranta-dos anys, elegit l'1 de maig de 1858 i reelegit en els Capítols Generals de 1864, 1876 i 1888, després de la mort prematura d'Esteve Sala, que havia succeït al Pare Claret després que aquest fos nomenat arquebisbe de Santiago de Cuba.
Fou director espiritual de Sant Antoni Maria Claret amb qui es va relacionar de manera continuada des de 1858 fins a la seva mort, demanant-li consell sobre els assumptes de la Congregació. Xifré influí per tal que aquest escrivís la seva autobiografia, un document de gran valor per conèixer la vida de Claret i l'esperit claretià. Després d'una vida missionera intensa en el govern de la Congregació, va deixar una empremta destacada en la seva marxa posterior, després de treballar amb molta energia en la seva expansió i desenvolupament. Durant el seu govern al capdavant dels Fills del Cor de Maria l'expansió i la consolidació de l'Institut van ser molt importants. El P. Xifré va començar el seu generalat amb una sola casa-missió, formada per dotze membres. A la seva mort, després de quaranta-dos anys al capdavant, va deixar l'Institut perfectament organitzat, amb la seva doble personalitat civil i religiosa i amb 1.782 membres repartits en 61 cases-missió a Espanya, Itàlia, Portugal, Guinea Equatorial, Xile, Mèxic i Brasil.
A més de les seves nombroses circulars, va publicar el Cleri socius (1867); l'Esperit de la Congregació dels Missioners Fills de l'Immaculat Cor de Maria (1892); L'auxiliar dels Missioners (1892-1893) i un tractat sobre La gràcia divina (1899). Durant el seu generalat es va iniciar la publicació del Butlletí Religiós, que després es va convertir en Annals de la Congregació i també la revista mariana El Iris de Pau o El Immaculat Cor de Maria, que havia començat sent el Butlletí del Cor de Maria.

## Publicacions[3]
- Cleri-socius (1867), Ed.Lucianum Anglada
- Espíritu de la Congregación de los Misioneros Hijos del Inmaculado Corazón de María (1892)
- El auxiliar de los Misioneros (1892‑1893)
- La gracia divina (1899).